# Reuben Gant
(en) Statistiques sur pro-football-reference
Reuben Charles Gant (né le 12 avril 1952 à Tulsa) est un joueur américain de football américain évoluant aux postes de tight end et de wide receiver.

## Carrière

### Université
Gant fait ses études à l'université d'État d'Oklahoma, jouant pour l'équipe de football américain des Cowboys.

### Professionnel
Reuben Gant est sélectionné au premier tour du draft de la NFL de 1974 par les Bills de Buffalo au dix-huitième choix. La première saison de Gant en NFL (rookie), le voit jouer treize matchs mais il ne reçoit aucun ballon. Il doit attendre la saison 1975 pour recevoir ses premières passes et marque ses deux premiers touchdowns. En 1976, il devient wide receiver titulaire pendant sept matchs et inscrit trois touchdowns. En 1977, il est remplaçant mais reçoit son plus grand nombre de ballon en une saison avec quarante-et-un, marquant deux touchdowns. En 1978, Gant devient tight end titulaire, place qu'il ne lâche plus pendant trois saisons, marquant cinq touchdowns en 1978, deux en 1979 et un seul en 1980. Il est remercié par les Bills après la saison 1980 et ne réapparait plus sur un terrain de football professionnel.

## Statistiques
En sept saisons jouées au haut niveau, Gant aura joué 101 matchs dont quarante-neuf comme titulaire, reçu 127 passes pour 1850 yards et quinze touchdowns.